# Stearoil-KoA 9-desaturaza
Stearoil-KoA 9-desaturaza (EC 1.14.19.1, Delta9-desaturaza, acil-KoA desaturaza, masno kiselinska desaturaza, stearoil-KoA, vodonik-donor:kiseonik oksidoreduktaza) je enzim sa sistematskim imenom stearoil-KoA,ferocitohrom-b5:kiseonik oksidoreduktaza (9,10-devodonikacija). Ovaj enzim katalizuje sledeću hemijsku reakciju:
stearoil-KoA + 2 ferocitohrom b5 + O2 + 2 + {\displaystyle \rightleftharpoons } oleoil-KoA + 2 fericitohrom b5 + 2H2O
Ovaj enzim sadrži gvožđe. Enzim iz jetre pacova je deo sistema koji obuhvata citohrom b5 i EC 1.6.2.2, citohrom-b5 reduktazu.

## Literatura
- Nicholas C. Price; Lewis Stevens (1999). Fundamentals of Enzymology: The Cell and Molecular Biology of Catalytic Proteins (Third изд.). USA: Oxford University Press. ISBN 019850229X.
- Eric J. Toone (2006). Advances in Enzymology and Related Areas of Molecular Biology, Protein Evolution (Volume 75 изд.). Wiley-Interscience. ISBN 0471205036.
- Branden C; Tooze J. Introduction to Protein Structure. New York, NY: Garland Publishing. ISBN 0-8153-2305-0.
- Irwin H. Segel. Enzyme Kinetics: Behavior and Analysis of Rapid Equilibrium and Steady-State Enzyme Systems (Book 44 изд.). Wiley Classics Library. ISBN 0471303097.
- William P. Jencks (1987). Catalysis in Chemistry and Enzymology. Dover Publications. ISBN 0486654605.

## Spoljašnje veze
- Stearoyl-CoA+9-desaturase на 